# Mikhail Ignatjev
Mikhail Ignatjev (russisk: Михаил Борисович Игнатьев tr. Mikhail Borisovitj Ignatjev ; født 7. maj 1985) er en russisk tidligere professionel cykelrytter.